# Palpibracus univittatus
Palpibracus univittatus är en tvåvingeart som först beskrevs av Jacques-Marie-Frangile Bigot 1857.  Palpibracus univittatus ingår i släktet Palpibracus och familjen husflugor. Inga underarter finns listade i Catalogue of Life.